# 6 de Julio de Cuellaje (Cotacachi)
Seis de Julio de Cuellaje es una parroquia perteneciente al cantón de Cotacachi ubicada en la Zona de Intag.

## Historia
6 de julio de Cuellaje es el propio nombre de la más reciente parroquia del Cantón. Es muy progresista y es aquí donde se producen los productos del subtrópico y del clima. Tiene una temperatura suave, templada. Más al noreste, en la Cordillera de Toisán se encuentra una gran biodiversidad de especies nativas y endémicas que   se encuentran amenazadas por actividades extractivistas.	 		 
Las comunidades están enfocadas en prácticas sustentables como  la agricultura, turismo y ganadería siendo los principales medios de vida para las familias  desde su asentamiento.

## Ubicación
La parroquia Cuellaje forma parte de las Parroquias rurales del sector Subtropical (Intag). está conformada por las siguientes comunidades: El Rosario, Nápoles, San Antonio, San Joaquín, San Alberto, La Magdalena, La Loma y Playa Rica

## Límites
Se encuentra limitado al Norte por la Parroquia Alto Tambo de Ibarra y de Imantag, al sur: por la quebrada , La Despedida, La Paz y la Parroquia de Peñaherrera, al este por la Parroquia de Apuela e Imantag y al oeste por la parroquia cordillera de Toizan , Provincia de Esmeraldas.
Su extensión es de 182,9 km² según datos del INEC 2000.

## Distancias
LUGAR (A): 
- Cotacachi

Por Selva Alegre (SA): 84,4
Por Apuela: 71
Tiempo en bus 3 horas.
- Ibarra

Por Selva Alegre 114
- Apuela

20 km.
- Cuellaje a Peñaherrera

8 km.
- Perugachi

30 km.
- Por Selva Alegre (SA): 114

## Comunidades
- Cuellaje
- El Rosario
- La Loma
- Nápoles
- Playa Rica
- San Alberto
- San Joaquín

- Datos: Q13189444